# 她来自未来
《她来自未来》（俄语：Гостья из будущего，又译《来自未来的客人》）是一部苏联的迷你剧，共5集，首映于1985年。该片根据基尔·布雷切夫的小说《一百年以后》改编，讲述了男孩科利亚乘坐时光机来到未来，遇见女孩阿莉萨，为保护读心机而回到现在，并与宇宙海盗斗智斗勇的故事。

## 故事梗概
1984年4月13日，六年级学生菲马和科利亚跟踪一个奇怪的女人来到一栋废弃的老房子。进入房子后他们没有找到那个女人，但科利亚在地下室发现一扇门后有明亮的房间。在没有意识到这是时光机的情况下，科利亚启动了机器，经过时间旅行来到了未来，在那里他遇见了机器人韦特。韦特是莫斯科时光研究所的清洁工兼文物登记员，他爱慕着研究员波利娜，也就是被菲马和科利亚跟踪的女人。他告诉科利亚此时是2084年，也就是一百年以后。韦特本应该送科利亚进博物馆，但为了掩盖波利娜的工作失误，他决定送科利亚回去，同时出于浪漫主义者的同情，他允许科利亚去游览一下未来。
科利亚乘坐玩具车一般的飞行器来到宇宙发射场。他本想混上任何航班去其他星球游览，却意外目击了到港飞船的货箱里跑出两个外星人，它们袭击地勤人员并变形成他们的样子。科利亚从有过一面之缘的老绅士帕维尔处了解到，宇宙动物学家谢列兹尼奥夫发明了叫做读心机（Mielophone）的仪器，可以用来解读任何动物的思维，目前由他女儿阿莉萨保管在宇宙动物园。在被袭击之后，帕维尔告诉科利亚那两个人是宇宙海盗，可能要去抢夺读心机。科利亚匆匆赶往动物园，同时海盗们刚刚从阿莉萨手中偷走了读心机。在朋友的配合下，科利亚取得读心机，并逃往时空研究所。韦特把他送回1984年，自己却在与海盗的搏斗中牺牲。海盗们也来到1984年，同样赶来的还有阿莉萨。
由于不熟悉一百年前的交通，阿莉萨遇到车祸被送进医院。住在同一病房的尤利娅恰好和科利亚在同一个班，但问题是不知道阿莉萨要找的是三个科利亚中的哪一个。海盗们不知道读心机在谁那里，因此他们伪装成医生进入阿莉萨的病房搜查。识破海盗们的伪装后，阿莉萨和尤利娅在清晨逃出医院，回到尤利娅家中。在尤利娅奶奶的帮助下，阿莉萨转学到了科利亚的班上。
阿莉萨和尤利娅盘问三个科利亚，想要确定哪一个是拿走读心机的那个，却一无所获。另一方面，科利亚在菲马的劝告下，担心阿莉萨是海盗伪装的，或者阿莉萨会为了执行任务而将他灭口，因此迟迟不敢将读心机交给阿莉萨。与此同时，海盗们追寻着阿莉萨和科利亚，并伪装成老师来到班上。科利亚将读心机偷偷放入尤利娅的包中，向阿莉萨坦白身份后逃离教室。海盗们追上科利亚，将他绑架到废弃的房子里。
了解了阿莉萨的身份之后，全班同学一起出发寻找科利亚。尤利娅从包里拿食物时发现了读心机，学生们利用它识破目击者的谎言，并发现海盗们躲藏的房子。阿莉萨进入房子后，由于关心被折磨昏倒的科利亚而忽视了读心机，结果被海盗夺走。海盗们逃入地下室，用激光枪迫使学生们后退，但最终被带着防护罩的波利娜制服，押送回未来。阿莉萨在告诉同学们他们的未来之后，与大家告别。

## 演员表

### 主要人物
- 娜塔莎·古谢娃 —— 阿莉萨·谢列兹尼奥娃
- 阿列克谢·福姆金 —— 科利亚·格拉西莫夫
- 玛丽亚娜·约涅相 —— 尤利娅·格里布科娃
- 伊利亚·瑙莫夫 —— 菲马·科罗廖夫
- 维亚切斯拉夫·涅温内 —— 胖海盗“欢乐的乌”；费奥多尔·波洛斯科夫
- 米哈伊尔·科诺诺夫 —— 瘦海盗“老鼠”；米哈伊尔·伊万诺维奇

### 未来世界
时光研究所
- 叶夫根尼·格拉西莫夫 —— 韦特（机器人）
- 叶连娜·梅捷尔金娜 —— 波利娜（20世纪研究专家）
- 鲁边·西蒙诺夫 —— 戈吉（18世纪研究专家，化名马瑞斯）
- 鲍里斯·谢尔巴科夫 —— 伊万·谢尔盖耶维奇（古希腊研究专家）
- 叶连娜·齐普拉科娃 —— 玛丽亚（史前时代研究专家）

其他
- 弗拉基米尔·诺西克 —— 帕维尔（自称132岁的老人）；旁白
- 尤里·格里戈里耶夫 —— 谢列兹尼奥夫教授（阿莉萨的父亲）
- 伊戈尔·亚苏洛维奇 —— 叶列克特龙·伊万诺维奇（动物园管理员）

### 学校
六年级C班学生
教师

## 音乐
- 《最美好的前途》，该电视剧的片尾曲。